# Max Orban
Adrien Eugène Joseph Max Orban (22 de julio de 1881-23 de mayo de 1969) fue un deportista belga que compitió en remo. Fue hermano del también remero Rémy Orban.
Ganó una medalla de oro en el Campeonato Europeo de Remo de 1906, en la prueba de ocho con timonel.

## Palmarés internacional
| Campeonato Europeo | Campeonato Europeo | Campeonato Europeo | Campeonato Europeo |
| Año                | Lugar              | Medalla            | Prueba             |
| ------------------ | ------------------ | ------------------ | ------------------ |
| 1906               | Pallanza (Italia)  | Medalla de oro     | Ocho con timonel   |